# Verbîlivți, Rohatîn
Verbîlivți (în ucraineană Вербилівці) este localitatea de reședință a comunei Verbîlivți din raionul Rohatîn, regiunea Ivano-Frankivsk, Ucraina.

## Demografie
Componența lingvistică a localității Verbîlivți
     Ucraineană (99,74%)
     Alte limbi (0,13%)
Conform recensământului din 2001, majoritatea populației localității Verbîlivți era vorbitoare de ucraineană (99,74%), existând în minoritate și vorbitori de alte limbi.